# حسن البستكي
الشيخ حسن بن محمد الصغير البستكي الخُنجي العباسي الهاشمي (توفي 1084 هـ / 1674) كان من أئمة بستك وجهانكيرية.

## نسبه
حسن البستكي بن محمد الصغير بن محمد الكبیر بن احمد ناصر الدین بن محمد بن جابر بن إسماعيل بن عبد الغني بن إسماعيل بن عبد الرحيم بن الشیخ عبد السلام خنجي بن عباس بن إسماعيل بن حمزة بن أحمد بن محمد بن هارون بن مهدي بن مرشد بن محمود بن أحمد بن علي بن مبارك بن علي بن عبد السلام بن سعید بن عبد الرحمن بن طلحة بن أحمد بن إسماعيل بن سلیمان بن الأمير جعفر الأكبر بن الخليفة أبي جعفر المنصور بن الإمام محمد بن الإمام علي الساجد بن حبر الأمة عبد الله بن العباس بن عبدالمطلب الهاشمي القرشي.

## سيرة شخصية
غالباً ما كان الشيخ حسن معتكفاً في المسجد صائماً متعبداً، وكان يتولى بنفسه إمامة الصلاة والخطبة والقضاء بين الناس، وكان له دار ضيافة بجانب المسجد يستقبل فيها الناس.
تزوج الشيخ حسن من ابنة الشيخ عباد الله أنصار، فقد كان الشيخ عباد الله من أساتذته في قرية عماد شهر.

## وفاته
توفي في سنة 1674، وذلك في زمن الشاه سليمان الأول الصفوي.

## ذريته
أنجب الشيخ حسن، أربعة أولاد وهم:
1. الشيخ عبد القادر البستكي، المفتي الأعظم وإمام بستك بعد أبيه، مؤسس حُكم خانيَّة بستك التي استمرت حتى 1967.
2. الشيخ محمد.
3. الشيخ عبد الرحيم، لم يعقب.
4. الشيخ عبد الرحمن، جد مشايخ كوخرد وعشيرة الشيخ محمد شيخ أحمدي في بستك.[1]